# Ferry (film)
Ferry is een misdaadthriller uit 2021, geregisseerd door Cecilia Verheyden. De film is een prequel van het eerste seizoen van de fictiereeks Undercover en werd net als de serie geproduceerd door het productiehuis De Mensen.
Het verhaal speelt zich af in 2006 en vertelt over de jongere jaren van drugscrimineel Ferry Bouman (Frank Lammers), de antagonist van de bronserie.
Netflix maakte door middel van een teaser bekend dat de film zou worden uitgebracht in mei 2021. In België zijn de uitzendrechten, net zoals die van Undercover, in handen van Eén.

## Verhaal
Het verhaal begint in het Amsterdam van 2006. Misdadiger Ferry Bouman wordt er door zijn baas Ralph Brink, een machtige hasjbaron, opuit gestuurd om de mensen op te sporen die zijn zoon hebben neergeschoten. De zoektocht leidt Ferry naar zijn geboortestreek in de provincie Noord-Brabant. Hij neemt zijn intrek op een camping net over de grens in het Belgische Lommel, maar zijn loyaliteit aan Brink wordt op de proef gesteld als hij zijn buurvrouw Danielle ontmoet.

## Rolverdeling
| Acteur               | Personage            |
| -------------------- | -------------------- |
| Frank Lammers        | Ferry Bouman         |
| Elise Schaap         | Danielle van Marken  |
| Huub Stapel          | Ralph Brink          |
| Raymond Thiry        | John Zwart           |
| Monic Hendrickx      | Claudia Zwart-Bouman |
| Maarten Heijmans     | Rico                 |
| Tim Linde            | Mathijs Brink        |
| Yannick van de Velde | Lars van Marken      |
| Bram Blankestijn     | Davy Mols            |
| Mike Weerts          | Jason Kant           |
| Juliette van Ardenne | Keesje Bouman        |
| Bob Stoop            | Jack Bouman          |
| Benny Claessens      | Filip                |
| Olaf Ait Tami        | Robbert              |
| Huub Smit            | Dennis de Vries      |
| Tim Haars            | Remco Engels         |